# 故事会
《故事会》是由上海文艺出版社出版的故事性杂志，创刊于1963年7月，版面为32开，其间经历数次改版。现今《故事会》每期销量在400万册左右，在中国期刊类书籍中销量第二（排名第一的为《读者》）。1998年时候的调查表明《故事会》在世界所有期刊销量中排名第5。
《故事会》现为半月刊，分为“上半月·红版”与“下半月·绿版”。

## 故事会的历史
出版《故事会》的上海文艺出版社最早是由巴金主持的文化生活出版社和其他一些小出版社进行合并而成，《故事会》是上海文艺出版社发行的第一本广泛销售的杂志。

一本新版的故事会

1985年，《故事会》的销量突破700万册，第一期达到了724万册，随后的第二期再次刷新了这个纪录、达到了726万册。同年年底，故事会的售价由2角4分增加到3角。
四年后的1989年，《故事会》的售价首次突破五角，为5角5分。又过了四年，1993年，杂志的售价涨到1元。从这年开始，《故事会》的订数开始稳定下来，每期约为300万册。其间的1990年，还经历了一次销量暴跌10%的低谷。
2004年，《故事会》改版为半月刊，增加了20页全彩页，用红、绿二色区分一个月的两个版本。新版本的《故事会》增加了“三分钟典藏故事”和其他一些栏目，丰富了杂志内容。
2005年，《故事会》的排版方式由整页排版改为左右两排方式。同年，故事会开始采用短信投票选优秀文章的方式，成为平面媒体和通讯工具联合的又一范例。

## 故事会的标志：说书俑

故事中国网（《故事会》主办）的标志，左边即说书俑。

故事会的一大特点就是它沿用了几十年的标志——说书俑，这尊出土于1957年的东汉陶质雕塑形象地描绘了一个说书人进行故事讲述的场景，也有人称为“说唱俑”或“成相俑”。
《故事会》已经把“说书俑”形象注册为商标，可以说，说书俑已经成为《故事会》的一个特定标志。

## 杂志栏目
- 笑话
- 阿P系列幽默故事
- 民间故事金库
- 外国文学故事鉴赏
- 我的故事
- 新传说
- 传闻逸事
- 东方夜谈
- 情感故事
- 海外故事
- 3分钟典藏故事
- 法律知识故事
- 网文热读
- 幽默世界

## 衍生杂志
- 校园故事系列
- 人生故事系列

其中有阿P故事系列、喝酒故事系列、打工故事系列、十六岁故事系列等十几类。

## 杂志荣誉
- 1997年和1999年，《故事会》连续两届入选中国“百种重点社科期刊”列表。
- 第一届和第二届国家期刊奖[6][7]
- 连续26年平均月销量突破300万册
- 《故事会》被评为上海市著名商标[6]
- 曾获“读者最喜爱的全国十大杂志”荣誉[6]

## 故事会面临的困扰
由于近年来故事讲述类杂志越来越多，《故事会》面临着激烈的竞争。加之盗版的猖獗，《故事会》的压力越来越大。随着时代的进步，《故事会》也在改革，但是故事不免有时候会有些情节重复，致使读者产生审美疲劳。